# ケイジャン・ダンス・パーティ
ケイジャン・ダンス・パーティ (Cajun Dance Party) は、イギリス・ロンドン出身の5ピースロック・バンドである。

## メンバー
- ダニエル・ブルンバーグ Daniel Blumberg (Vo)
- ロビー・スターン Robbie Stern (G)
- マックス・ブルーム Max Bloom (B/Percussion)
- ヴィッキー・フルーンド Vicky Freund (Key/Vo)
- ウィル・ヴィグノールズ Will Vignoles (Dr)

## 概要
デビューシングル『ザ・ネクスト・アンタッチャブル』が音楽誌で話題となり、NME誌グラストンベリー特集で「2007年、良かった新人ランキング」でいきなり1位を獲得、2007年、争奪戦の末わずか16歳で名門XLレコーディングスと契約した5ピースバンド。
元スウェードのバーナード・バトラーをプロデューサーに迎えて、デビューアルバム『カラフル・ライフ』を2008年4月28日にリリースした。サマーソニック2008で初の日本公演を果たした。
フロントマンのダニエル・ブラムバーグがソロアルバム『ダニエル・イン・ザ・ライオンズ・デン』を2009年5月リリースした。なお、2009年に新アルバムを発売する予定で、2008年９月には新曲の「Five Days」のデモ音源のMP3が無料配信されたが、アルバムの完成を待たずしてバンドは解体してしまった。ヴォーカルのダニエルとベーシストからギタリストに転向したマックスは、新バンドヤックを結成している。

## ディスコグラフィー

### スタジオ・アルバム
- カラフル・ライフ The Colourful Life（2008年）オリコン22位

### シングル
- ザ・ネクスト・アンタッチャブル The Next Untouchable（2007年）
- アミラーゼ Amylase（2007年）
- ザ・レース The Race（2008年）
- カラフル・ライフ The Colourful Life（2008年）